# Молодежный чемпионат мира по пляжному волейболу
17-й Молодёжный чемпионат мира по пляжному волейболу 2022 (U-19) проходил в  Измире (Турция) с 14 по 18 сентября 2022 года.
В нём принимали участие 96 команд (по 48 каждого пола), представляющих 43 разных страны из всех пяти континентальных конфедераций.
Кристиан Фокероц и Густавс Аузинс из Латвии и Ева Сердюк и Дарья Романюк из Украины стали чемпионами мира по пляжному волейболу среди юниоров до 19 лет.
17-летние Фокероц и Аузинс выиграли у соотечественников Оливерса Булгача и Дэвиса Тетериса, завершив серию из семи побед подряд.
18-летние Дарья Романюк и Ева Сердюк из Черноморска победили в финале соперниц из США Мирайю Месси и Эшли Патер.

## История чемпионата

### Женщины
После того, как украинки Дарья Романюк и Ева Сердюк возглавили турнирную таблицу группы C, они обошли немок Аннику Берндт и Янне Уль в 1/8 финала, а также бразильянок Кэрол Саллаберри и Юлию Перандре в 1/4 финала. После чего в полуфинале они обыграли Софи Кубяк и Бэйли Шоуолтер со счетом 2:0 (21:15, 21:14), а затем в матче за золото украинки обыграли Мирайю Мэсси и Эшли Патер со счетом 2:0 ( 21-17, 21-18).
Это была вторая международная медаль для Дарьи Романюк и Евы Сердюк после серебра чемпионата Европы 2021 года среди женщин до 18 лет. Это также была вторая медаль Украины в истории чемпионатов мира среди женщин до 19 лет после того, как Ангелина Хмель и Татьяна Лазаренко завоевали бронзу в 2021 году.
Американки Мирайя Месси и Эшли Патер завоевали серебро. Вначале они возглавили группу B после трех побед со счетом 2:0, затем обошли австриек Лию Бергер и Эмму Хоэнауэр в 1/8 финала,  Марен де Йонг и Ноа Сонневилль из Нидерландов в четвертьфинале. В полуфинале Мэсси и Патер уступили сет канадкам Эмме Глаго и Руби Сорре, но выиграли с общим счётом 2:1 (27-25, 17-21, 17-15). Их серебро стало пятой медалью США за 20-летнюю историю соревнований.
Канадки Эмма Глаго и Руби Сорра обыграли Софи Кубяк и Бэйли Шоуолтер со счетом 2:0 (21:10, 21:16), завоевав бронзу, вторую международную медаль пары после серебра континентального тура NORCECA  2022. Это также была вторая медаль Канады после бронзы Меган Макнамара и Николь Макнамара в 2014 году. Путь канадок к финалу лежал через три победы в группе D с одним проигранным сетом, победу в 1/8 финала над китаянками Тонг Ю и Кайюэ Цзян и в четвертьфинале над польками Малгожатой Чежковской и Урсулой Лунио.

### Мужчины
Фокероц и Аузин  победили во всех трех матчах группы B. В решающем матче за первое место в общем зачете латыши уступили действующим чемпионам Артуру Кане и Тео Ротарю из Франции со счетом 2:1 (29-22, 21-15, 22-20). В фазе прямого выбывания Фокеротс и Аузинс выиграли у Мартина Этчеберри и Максимилиано Кордову де Алле из Чили в двух сетах, а у Тимо Хаммарберга и Тима Бергера из Австрии в трех сетах. Далее латыши одержали победу со счетом 2:1 (21:17, 20:22, 15:11) в  полуфинале против итальянцев Андреа Армеллини и Рауля Ачерби, а затем над соотечественниками Булгачем и Тетерисом со счетом 2:0 (21: 16, 21-17), став чемпионами мира в добавление к титулу чемпионов Европы до 18 лет, который они завоевали всего двумя неделями ранее.
18-летние латвийцы Булгач и Тетерис взяли серебро, выиграв целых девять матчей подряд прежде чем уступили Фокероцу и Аузинсу в финале. Их путь начался с трех квалификационных матчей,  два из которых они выиграли на тай-брейке. В основной сетке, они добились успеха в трёх играх группы А, не проиграв ни одного сета, обыграли Кристофа Яна Оливу из Чехии и Давида Вестфаля в 1/8 финала после расширенного тай-брейка, обыграли поляков Александра Чахоровски и Филипа Леяву в 1/8 финала, а также Кане и Ротаря в полуфинале со счетом 2: 1 (21: 12, 14: 21, 15: 7). Это были первые золотые и серебряные медали Латвии в истории чемпионатов мира среди мужчин до 19 лет, так как в 2004 и 2016 годах была завоёвана бронза.
Артур Канет и Тео Ротар из Франции стали бронзовыми призёрами. Их путь в чемпионате начался со  второго места в группе B после будущих чемпионов Фокеротс и Аузин, они прошли первые три раунда на выбывание, не проиграв ни одного сета. Далее была победа над  Сакита Куртом и Ахметом Кан Тура из Турции в 1/8 финала, также они победили Якоба Холтинга Нильссона и Эрика Аска из Швеции в 1/8 финала и бразильцев Педро Соузу и Энрике Камбоима в четвертьфинале. В полуфинале их ждал проигрыш Булгаку и Тетерису, победа со счетом 2: 0 (21: 16, 22: 20) над Армеллини и Ачерби в матче за бронзу. Пара заработала вторую медаль чемпионата мира U19 для Франции после их же золота в 2021 году. Ранее, в 2022 году, Артур Канет и Тео Ротар стали серебряными призёрами чемпионата Европы до 20 лет и завоевали серебро Montpellier Futures на чемпионате мира по пляжному волейболу Pro Tour.

## Победители
Победители в женском турнире:
1-е место:  Ева Сердюк и Дарья Романюк
2-е место:  Мирайя Месси и Эшли Патер
3-е место:  Эмма Глаго и Руби Сорра
Победители в мужском турнире:
1-е место:  Кристианс Фокероц и Густавс Аузинс
2-е место:  Оливерс Булгач и Дэвис Тетерис
3-е место:  Артур Канет и Тео Ротар